# Máscara facial

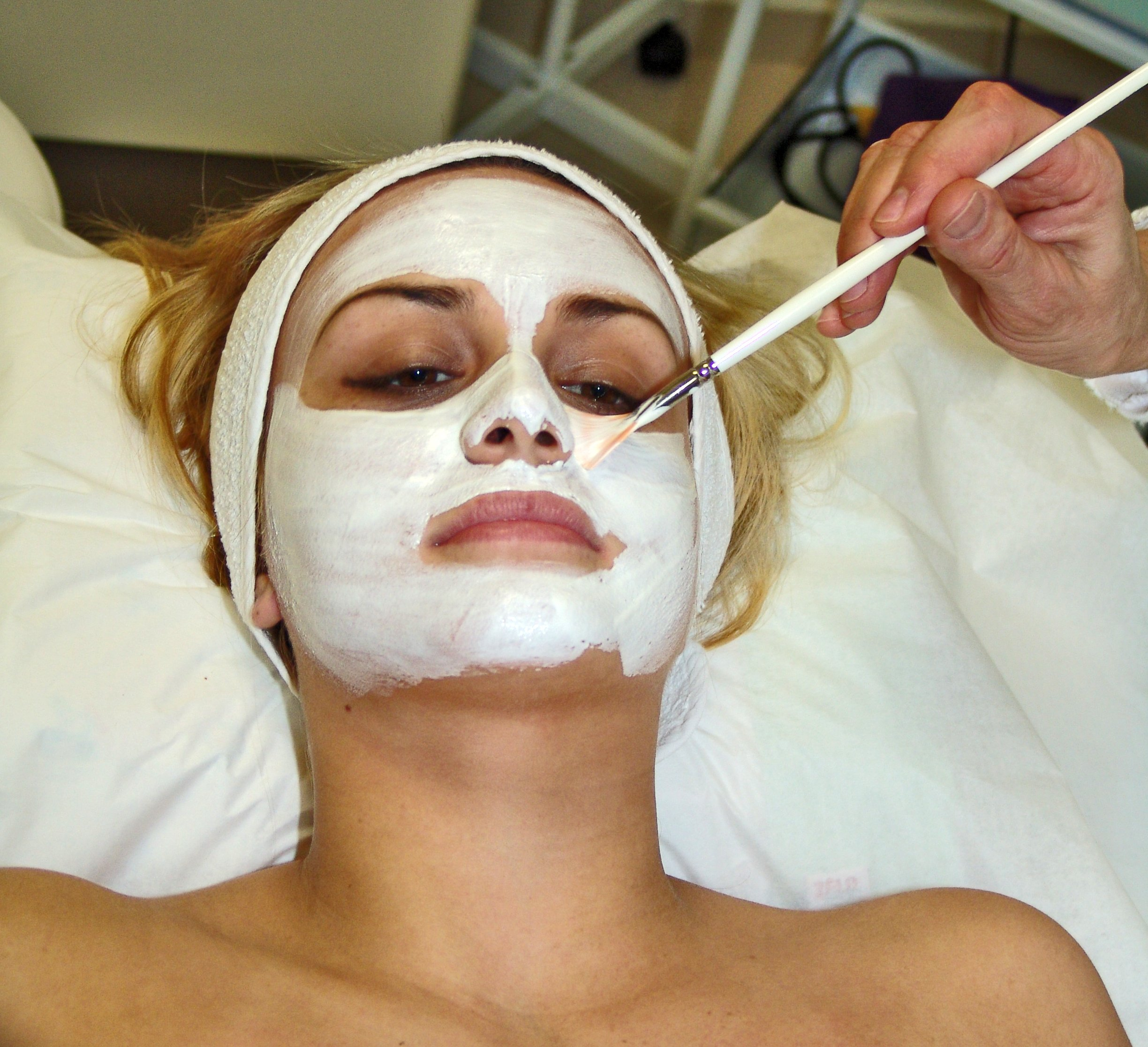
Uma mulher com uma máscara facial

Máscaras faciais ou cosméticas foram inventadas na Inglaterra no século XVIII por Madame Rowley.  As máscaras faciais geralmente contêm minerais, vitaminas e sucos de frutas, como cactos e pepinos. Existem diferentes tipos de máscaras para diferentes propósitos.
O mel é a máscara mais popular porque amacia a pele e limpa os poros. Os tratamentos populares em casa incluem cortes de pepino nos olhos.  Algumas pessoas também usam picles.